# Pétrus-Louis Valentin
Pétrus-Louis Valentin, francoski general, * 1883, † 1953.